# 克里永酒店

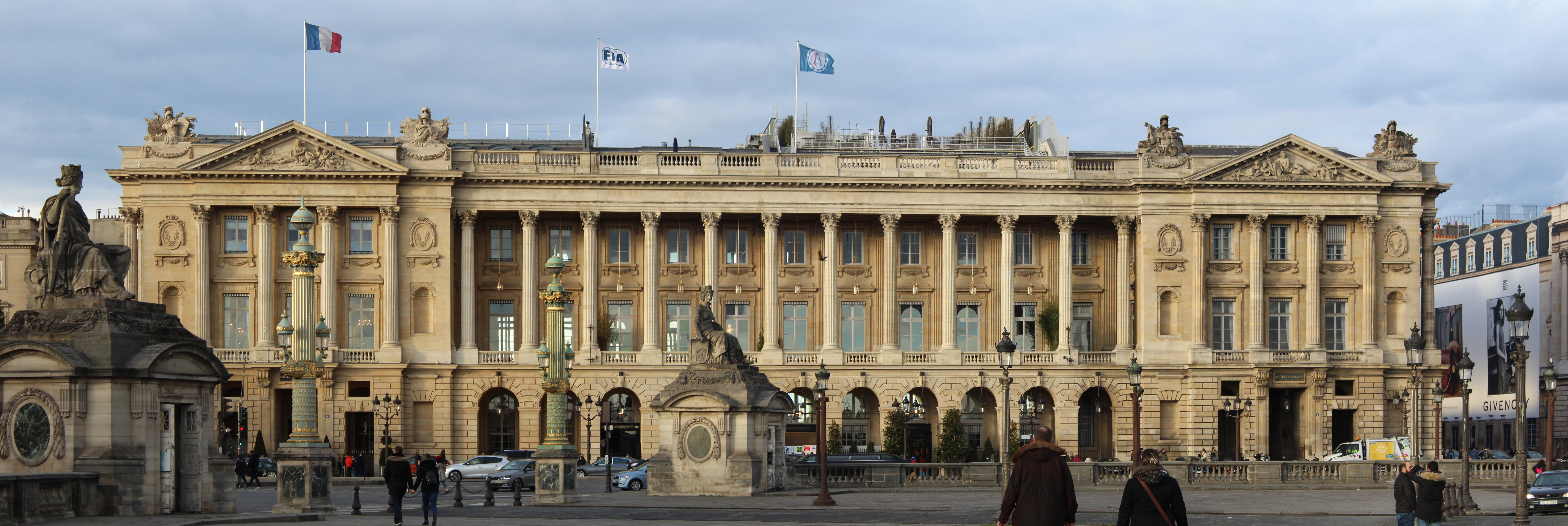

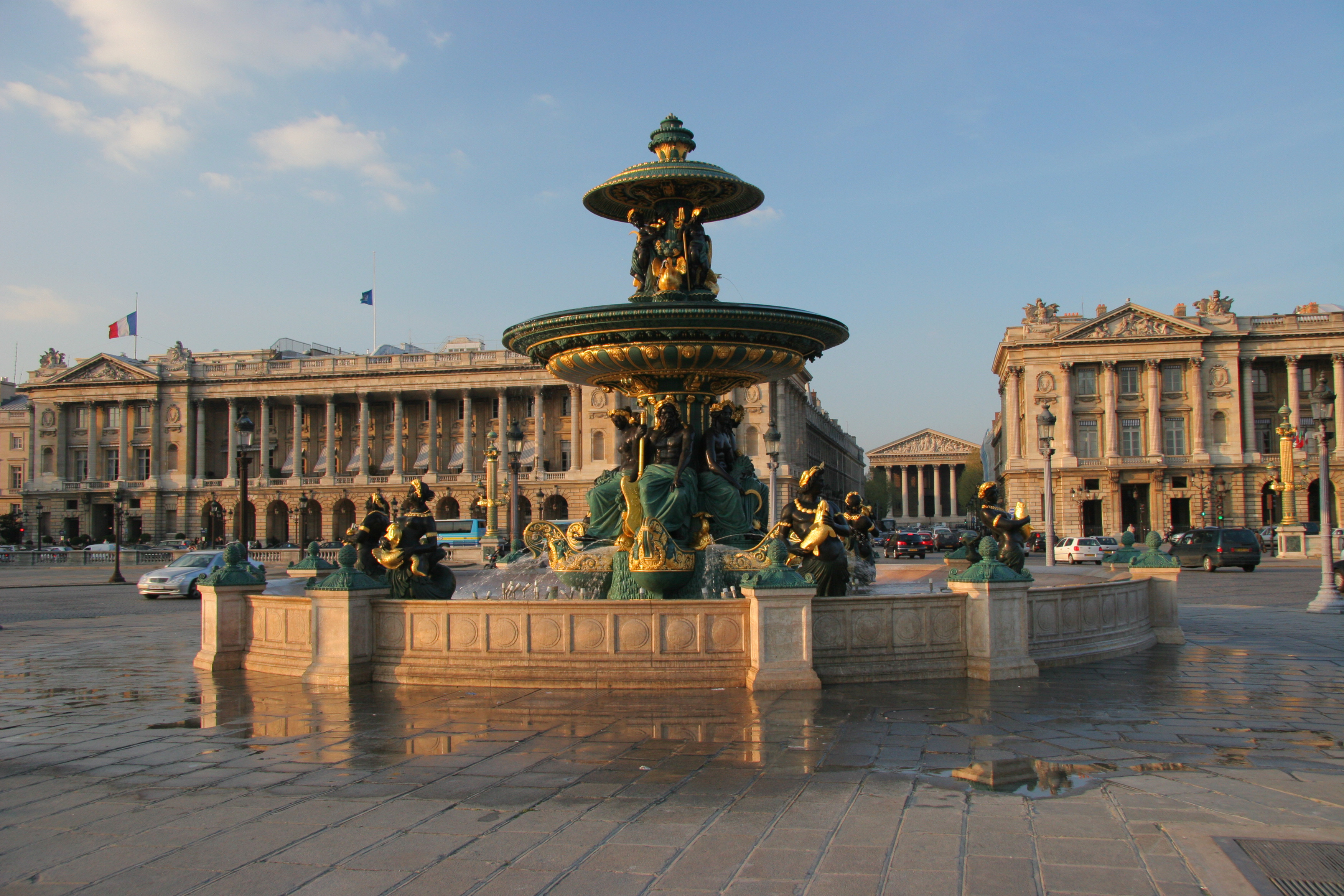
克里永酒店（左侧）

克里永酒店（法語：Hôtel de Crillon，發音：[otɛl də kʁijɔ̃]）是巴黎的一座古老的五星级豪华酒店，位于协和广场10号（北侧），香榭丽舍大街东端。
克里永酒店开始于蜂蜜色的大理石大堂，近旁是充满水晶吊灯和装饰有7种不同大理石的Les Ambassadeurs餐厅。酒店的大厅充满了17和18世纪挂毯，吊灯，镀金和织锦家具，精致的雕塑，和路易十六的柜橱和椅子。其顶层的伦纳德·伯恩斯坦套房的阳台可以看到巴黎壮观的景色，也有一架Maestro的钢琴。 
克里永酒店有78间客房和46间套房，占据着被皇家路分开的两座相同的石头建筑中的一座，由路易十五委任建筑师路易-弗朗索瓦·特鲁阿尔兴建于1758年。起初两座建筑均为作为政府机构，东侧的建筑今天仍是法国海军部；西侧的建筑建成了豪华酒店，王后玛丽·安托瓦内特和她的朋友经常光顾此处。她来到这家酒店学习钢琴课。马翁公爵路易·德·巴尔布·德·贝尔东·德·克里永于1788年4月20日以30万里弗尔的价格买下了这座建筑，并以自己的名字命名。其在法国大革命期间被没收，后于1820年归还给克里永公爵夫人，并一直由其家族所有，直到1906年被卢浮酒店集团买下。